# Theotima martha
Espèce
Theotima martha est une espèce d'araignées aranéomorphes de la famille des Ochyroceratidae.

## Distribution
Cette espèce est endémique du Yucatán au Mexique,. Elle se rencontre dans la grotte Cueva Sodzil.

## Description
Le femelle holotype mesure 1,05 mm

## Étymologie
Cette espèce est nommée en l'honneur de Martha Helen McKenzie.

## Publication originale
- Gertsch, 1977 : Report on cavernicole and epigean spiders from the Yucatan peninsula. Association for Mexican Cave Studies Bulletin, vol. 6, p. 103-131 (texte intégral).